# جوزيف هابارد إيكولز
جوزيف هابارد إيكولز هو سياسي أمريكي، ولد في 25 ديسمبر 1816 في واشنطن في الولايات المتحدة، وتوفي في 23 سبتمبر 1885. انتخب عضو مجلس ولاية جورجيا ‏.